# Вольный дебют
«Во́льный дебю́т» — социальный и коммерческий проект, театр-студия, в котором играют бывшие заключённые.

## История
Театр был организован Аркадием Барановским, руководителем проекта «Помощь заключённым» в фонде «Еврейский Благотворительный Комитет», на базе проекта «Возвращение», занимающегося социально-психологической реабилитацией бывших заключённых. Первоначально театр не предусматривал коммерческой составляющей, но позже было решено работать в области социального предпринимательства по системе добровольной оплаты «Pay What You Want» — деньги можно было оставлять в установленных кэшбоксах. Таким образом, удалось собрать деньги на выплату зарплат сотрудникам.
В репертуаре театра три спектакля: «От письма и до письма», «Мимореальность» (по пьесе Евгения Клюева) и «Этюды в масках» (по мотивам произведений Аркадия Аверченко, Тэффи и Даниила Хармса). «Вольный дебют» ставил спектакли на различных площадках Москвы, включая театр Марка Розовского «У Никитских ворот».